# Liberian International Shipping & Corporate Registry FC
El Liberian International Shipping & Corporate Registry Football Club és un club de futbol liberià de la ciutat de Monròvia. disputa els seus partits a l'estadi Antonette Tubman. Fundat l'agost del 1995 ha guanyar dos cops la Copa liberiana de futbol (2003 i 2004) i un cop la Supercopa liberiana de futbol (2004).

## Palmarès
- Lliga liberiana de futbol:[1]
  - 2010–11, 2011–12, 2016-17, 2022-23
- Copa liberiana de futbol:[2]
  - 2004, 2005, 2016-17, 2019
- Supercopa liberiana de futbol: 
  - 2004, 2011, 2018